# Bankhaus Friedrich Simon
Das Bankhaus Friedrich Simon KGaA, auch kurz Simonbank genannt, war ein 1959 gegründetes Kreditinstitut mit Sitz in Düsseldorf. 1991 ging die Bank in der Bayerischen Vereinsbank auf.
Das Unternehmen wurde 1959 durch den Bankier Friedrich Simon zusammen mit dem Bankier Ulrich Worringer gegründet. Aktionäre wurden etwa 70 Unternehmen und Einzelpersonen. Größte Aktionäre waren die Bayerische Vereinsbank mit 26 % und die Berliner Bank AG mit 10 % der Anteile. Die erste Jahresabschlussbilanz wies 1961 ein Grundkapital von 15 Millionen DM und eine Bilanzsumme von 124 Millionen DM auf. Ende 1973 waren das haftende Eigenkapital auf 32,6 Millionen DM und die Bilanzsumme auf 715 Millionen DM angewachsen. Die Bank arbeitete im Kredit-, Wertpapier-, Konsortial- und Auslandsgeschäft.
Sowohl Friedrich Simon als auch Ulrich Worringer waren zuvor Direktoren der Bank für Gemeinwirtschaft gewesen. Nach der Bundestagswahl 1961 wurde der bisherige Bundesfinanzminister Franz Etzel dritter persönlich haftender Gesellschafter der Bank.
1971 erwarb die Bayerische Vereinsbank die Mehrheit der Anteile, 1991 wurde sie Alleineigentümer und verschmolz das Bankhaus Friedrich Simon auf die Muttergesellschaft.

## Bankgebäude
Das Gebäude der Simonbank befindet sich am Martin-Luther-Platz 32 im Düsseldorfer Stadtteil Stadtmitte. Es wurde von 1968 bis 1970 nach Entwürfen der Architekten Kraemer, Pfennig & Sieverts erbaut. Bauherren waren die Grundstücksversicherung Simon KG und die Gilde-Versicherung.

## Personen
- Georg Grosse, Generalbevollmächtigter 1961 bis 1967